# Isolotto di Capense
L'isolotto di Capense (in corso Capezza) è un'isola disabitata parte del comune di Centuri.